# Georges Brissaud-Desmaillet
Georges Henri Brissaud-Desmaillet, né le 16 janvier 1869 à Carcassonne et mort le 14 novembre 1948 à Paris, est un général français qui s'est illustré avec ses chasseurs à pied sur les champs de bataille d'Alsace, des Vosges et de la Somme, bénéficiant d'une très forte popularité pendant la Grande Guerre.

## Biographie
Né à Carcassonne, il est le fils d'un chef d'escadron de hussards et petit-fils d'un capitaine de gendarmerie.
Il intègre l'École spéciale militaire de Saint-Cyr en 1887 (promotion de Tombouctou). À la sortie d'école, en 1889, il intègre l'infanterie.

## Carrière
- Saint-Cyrien en 1889 et officier de chasseurs à pied,
- Il intègre l'École de guerre en 1894 et en sort breveté avec mention très bien (officieusement en quatorzième place) en 1896.
- Colonel le 25 décembre 1912.
- Général de brigade le 31 décembre 1916.
- Général de division le 19 septembre 1922.
- Admis dans le cadre de réserve le 16 janvier 1931, il occupe sa retraite activement comme avocat au barreau de Paris et cadre du Parti radical.

## Commandements
- Attaché militaire en Chine et en Corée de 1903 à 1905. Effectue une mission de conseiller militaire en Chine en 1912.
- Chef de corps du 28e bataillon de chasseurs alpins depuis 1912.
- 1914 : commandant le 1er Groupe Alpin : 13e - 22e - 28e et 30e B.C.A.
- Exerce le commandement de la 3e brigade de chasseurs à partir de janvier 1915.
- 23 septembre 1916-19 avril 1917 : commandant la 12e division d'infanterie.
- 19 avril 1917 : commandant la 66e division d'infanterie surnommée la Division bleue.
- 15 juillet 1920-22 décembre 1923 : commandant des troupes françaises d'occupation en Sarre.

## Décorations

### Décorations françaises
- Grand officier de la Légion d'honneur.
- Croix de guerre 1914–1918 (11 citations dont 5 palmes)[2]
- Médaille commémorative de la guerre 1914–1918.
- Ordre de la Francisque[3].

### Décorations étrangères
- Officier de l'ordre du Dragon (Annam).
- Chevalier de l'ordre royal du Cambodge (Cambodge).
- Ordre du Chia-Ho (Épi d'or, Chine).
- Ordre du Wen-Hu (Tigre rayé, Chine).
- Ordre de Salomon (Éthiopie).
- Chevalier de l'ordre des Saints-Maurice-et-Lazare (Italie).
- Officier de l'ordre du Soleil levant (4e classe) (Japon).
- Ordre de l'Aigle blanc (Serbie).

## Écrits
- (fr + zh) Tchong Kow Kiun che tche nan / Projet d'organisation de l'armée chinoise, fasc. I, 1914, 69 p.
- L'Armée chinoise : le problème des troupes en excédent, Charles-Lavauzelle et Cie, Paris-Limoges-Nancy, 1927, 87 p.